# Cantonul Saint-Germain-en-Laye-Sud
Cantonul Saint-Germain-en-Laye-Sud este un canton din arondismentul Saint-Germain-en-Laye, departamentul Yvelines, regiunea Île-de-France, Franța.

## Comune
- Aigremont
- Chambourcy
- Saint-Germain-en-Laye (parțial, reședință)